# I liga paragwajska w piłce nożnej (1946)
Mistrzem Paragwaju został klub Club Nacional, natomiast wicemistrzem Paragwaju został klub Club Sol de América.
Mistrzostwa rozegrano systemem każdy z każdym mecz i rewanż. Najlepszy w tabeli klub został mistrzem Paragwaju.
Z ligi nikt nie spadł i nikt do niej nie awansował.

## Primera División

### Wyniki
| Data                 | Mecz                                      |
| -------------------- | ----------------------------------------- |
| 16 czerwca 1946      | Club Nacional - Club Sol de América 2:4   |
| 30 czerwca 1946      | Atlántida SC - Club Nacional 1:1          |
| 14 lipca 1946        | Club Nacional - Club Guaraní 2:1          |
| 21 lipca 1946        | Club Olimpia - Club Nacional 2:1          |
| 27 lipca 1946        | Cerro Porteño - Club Nacional 1:3         |
| 3 sierpnia 1946      | Club Nacional - Sportivo Luqueño 8:2      |
| 11 sierpnia 1946     | Club Libertad - Club Nacional 1:2         |
| 18 sierpnia 1946     | Club Nacional - Club Presidente Hayes 8:2 |
| 25 sierpnia 1946     | Club River Plate - Club Nacional 1:2      |
| 8 września 1946      | Club Sol de América - Club Nacional 0:3   |
| 15 września 1946     | Club Nacional - Atlántida SC 4:2          |
| 29 września 1946     | Club Guaraní - Club Nacional 2:3          |
| 6 października 1946  | Club Nacional - Club Olimpia 3:0          |
| 12 października 1946 | Club Nacional - Cerro Porteño 0:2         |
| 19 października 1946 | Sportivo Luqueño - Club Nacional 1:6      |
| 27 października 1946 | Club Nacional - Club Libertad 0:0         |
| 3 listopada 1946     | Club Presidente Hayes - Club Nacional 2:3 |
| 10 listopada 1946    | Club Nacional - Club River Plate 7:0      |

### Tabela końcowa sezonu 1946
| Poz | Klub                  | Mecze | Zw | Rem | Por | Pkt | BrZd | BrStr |
| --- | --------------------- | ----- | -- | --- | --- | --- | ---- | ----- |
| 1   | Club Nacional         | 18    | 13 | 2   | 3   | 28  | 58   | 24    |
| 2   | Club Sol de América   | 18    | 9  | 6   | 3   | 24  | 55   | 32    |
| 3   | Cerro Porteño         | 18    | 10 | 4   | 4   | 24  | 38   | 23    |
| 4   | Club Olimpia          | 18    | 9  | 3   | 6   | 21  | 54   | 38    |
| 5   | Club Guaraní          | 18    | 7  | 7   | 4   | 21  | 47   | 34    |
| 6   | Club Libertad         | 18    | 8  | 5   | 5   | 21  | 33   | 32    |
| 7   | Atlántida SC          | 18    | 4  | 8   | 6   | 16  | 33   | 33    |
| 8   | Club Presidente Hayes | 18    | 5  | 3   | 10  | 13  | 34   | 52    |
| 9   | Sportivo Luqueño      | 18    | 3  | 2   | 13  | 8*  | 33   | 56    |
| 10  | Club River Plate      | 18    | 1  | 2   | 15  | 4   | 20   | 67    |

- Według innej wersji klub Sportivo Luqueño zdobył 9 punktów, mając bilans w postaci 3 zwycięstw, 3 remisów i 12 porażek

Ponieważ drugi i trzeci w tabeli zespół zdobyły jednakową liczbę punktów, rozegrano mecz barażowy o tytuł wicemistrza Paragwaju.
| Mecz                                                                     |
| ------------------------------------------------------------------------ |
| Club Sol de América – Cerro Porteño mecz wygrał klub Club Sol de América |

## Klasyfikacja strzelców w sezonie 1946
| Gole | Piłkarz        | Klub         |
| ---- | -------------- | ------------ |
| 25   | Leocadio Marín | Club Olimpia |